# Thurnby
Thurnby är en by i civil parish Thurnby and Bushby, i distriktet Harborough, i grevskapet Leicestershire i England. Byn är belägen 6 km från Leicester. Civil parish hade 348 invånare år 1931.